# 스트롬볼리식 분화
스트롬볼리식 분화는

스트롬볼리식 분화의 모식도.
1. 분연주 / 2. 화산력 / 3. 화산재 / 4. 용암분천 / 5. 화산탄 / 6. 용암류 / 7. 용암과 화산재의 퇴적층 / 8. 지층 / 9. 암맥 / 10. 마그마통로 / 11. 마그마굄 / 12. 암상

질]] 또는 안산암질로 된 유동성이 풍부한 마그마가 수십 초에서 수십 분 간격으로 작은 폭발을 일으키면서 화구에서 분출하는 분화이다. 분출한 마그마는 물보라나 방추상, 소똥 모양의 화산탄으로 낙하한다. 화구 주위에는 분출물이 겹쳐 쌓여 원뿔 모양의 화쇄구가 생성된다. 지중해의 스트롬볼리섬은 2000년 이상이나 이와 같은 형태의 분화를 계속하고 있어 이 섬을 '지중해의 등대'라고 부른다.

## 같이 보기
- 분화 (화산학)

## 참고 자료
- 이 문서에는 다음커뮤니케이션(현 카카오)에서 GFDL 또는 CC-SA 라이선스로 배포한 글로벌 세계대백과사전의 내용을 기초로 작성된 글이 포함되어 있습니다.